# Arrondissement de Ryongsŏng
 (octobre 2023).
Si vous disposez d'ouvrages ou d'articles de référence ou si vous connaissez des sites web de qualité traitant du thème abordé ici, merci de compléter l'article en donnant les références utiles à sa vérifiabilité et en les liant à la section « Notes et références ».
Ryongsŏng-guyŏk, ou Arrondissement de Ryongsŏng (hangeul : 룡성구역; hanja : 龍城區域), est l'un des 19 arrondissements de l'agglomération nord-coréenne de Pyongyang. 

## Divisions administratives
L'arrondissement de Ryongsŏng est constitué de quinze quartiers :
- Chonggye (hangeul : 청계동 hanja : 淸溪洞)
- Chungi (hangeul : 중이동 hanja : 中二洞)
- Hwasong (hangeul : 화성동 hanja : 和盛洞)
- Masan (hangeul : 마산동 hanja : 馬山洞)
- Myongo (hangeul : 명오동 hanja : 明梧洞)
- Oun (hangeul : 어은동 hanja : 御恩洞) 옛 西里)
- Rimwon (hangeul : 림원동 hanja : 林原洞)
- Ryongchu-1 (hangeul : 룡추 1동 hanja : 龍秋 1洞)
- Ryongchu-2 (hangeul : 룡추 2동 hanja : 龍秋 2洞)
- Ryonggung-1 (hangeul : 룡궁 1동 hanja : 龍宮 1洞)
- Ryonggung-2 (hangeul : 룡궁 2동 hanja : 龍宮 2洞)
- Ryongmun (hangeul : 룡문동 hanja : 龍門洞)
- Ryongsong-1 (hangeul : 룡성 1동 hanja : 龍城 1洞), où est située la société import-export des cigarettes de Corée (hangeul : 조선담배수출입회사) et l'usine de traitement des viandes de Ryongsong (Hangeul : 룡성고기가공공장)
- Ryongsong-2 (hangeul : 룡성 2동 hanja : 龍城 2洞)
- Taechong (hangeul : 대천동 hanja : 大泉洞)